# Gobierno Martín
El Gobierno Martín es la composición del gobierno de las Islas Canarias desde el 12 de julio de 2003, hasta el 13 de julio de 2007 durante la VI legislatura del Parlamento de Canarias. Estuvo presidido por Adán Martín.

## Historia
Después de que Coalición Canaria quedase como primera fuerza en el Parlamento de Canarias tras las elecciones del 25 de mayo de 2003, Adán Martín es investido como Presidente del Gobierno de Canarias sucediendo a Román Rodríguez y gracias a los votos del Partido Popular y Federación Nacionalista Canaria en el Parlamento. La composición del Gobierno Martín comenzó el 12 de julio de 2003.
El gobierno estuvo formado por 10 consejerías en total y 1 vicepresidencia.

## Composición

### Inicial
| Función                                                   | Titular | Titular                                              | Partido |
| --------------------------------------------------------- | ------- | ---------------------------------------------------- | ------- |
| Presidente del Gobierno                                   |         | Adán Pablo Martín Menis                              | CC      |
| Vicepresidenta                                            |         | María del Mar Julios Reyes                           | CC      |
| Consejera de Sanidad                                      |         | María del Mar Julios Reyes                           | CC      |
| Consejero de Infraestructuras, Transportes y Vivienda     |         | Antonio Ángel Castro Cordobez                        | CC      |
| Consejero de Presidencia y Justicia                       |         | María Australia Navarro de Paz (Hasta el 14/05/2005) | PP      |
| Consejero de Presidencia y Justicia                       |         | José Miguel Ruano León (Interino)                    | CC      |
| Consejero de Economía y Hacienda                          |         | José Carlos Mauricio Rodríguez                       | CC      |
| Consejero de Agricultura, Ganadería, Pesca y Alimentación |         | Pedro Jorge Rodríguez Zaragoza                       | CC      |
| Consejero de Educación, Cultura y Deportes                |         | José Miguel Ruano León                               | CC      |
| Consejero de Medio Ambiente y Ordenación Territorial      |         | Augusto Lorenzo Tejera                               | CC      |
| Consejero de Empleo y Asuntos Sociales                    |         | Águeda Montelongo González (Hasta el 14/05/2005)     | PP      |
| Consejero de Empleo y Asuntos Sociales                    |         | Pedro Jorge Rodríguez Zaragoza (Interino)            | CC      |
| Consejero de Turismo                                      |         | José Juan Herrera Velázquez                          | CC      |
| Consejera de Industria, Comercio y Nuevas Tecnologías     |         | Luis Soria López (Hasta el 14/05/2005)               | PP      |
| Consejera de Industria, Comercio y Nuevas Tecnologías     |         | María del Mar Julios Reyes (Interina)                | CC      |

### Reforma del 20 de mayo de 2005
En mayo de 2005 Adán Martín decide expulsar del gobierno a los consejeros del PP alegando su falta de entendimiento a la hora de negociar con el Gobierno de España, presidido desde 2004 por el socialista José Luis Rodríguez Zapatero. De esta forma, se rompió el acuerdo de gobierno que mantenían CC y PP, por lo que los nacionalistas, tuvieron que negociar con el PSOE un acuerdo que les permitiese gobernar en minoría con su apoyo.
| Función                                                   | Titular | Titular                        | Partido |
| --------------------------------------------------------- | ------- | ------------------------------ | ------- |
| Presidente del Gobierno                                   |         | Adán Pablo Martín Menis        | CC      |
| Vicepresidenta                                            |         | María del Mar Julios Reyes     | CC      |
| Consejera de Sanidad                                      |         | María del Mar Julios Reyes     | CC      |
| Consejero de Infraestructuras, Transportes y Vivienda     |         | Antonio Ángel Castro Cordobez  | CC      |
| Consejero de Presidencia y Justicia                       |         | José Miguel Ruano León         | CC      |
| Consejero de Economía y Hacienda                          |         | José Carlos Mauricio Rodríguez | CC      |
| Consejero de Agricultura, Ganadería, Pesca y Alimentación |         | Pedro Jorge Rodríguez Zaragoza | CC      |
| Consejero de Educación, Cultura y Deportes                |         | Isaac Cristóbal Godoy Delgado  | CC      |
| Consejero de Medio Ambiente y Ordenación Territorial      |         | Domingo Berriel Martínez       | CC      |
| Consejera de Empleo y Asuntos Sociales                    |         | María Luisa Zamora Rodríguez   | CC      |
| Consejero de Turismo                                      |         | Manuel Fajardo Feo             | CC      |
| Consejera de Industria, Comercio y Nuevas Tecnologías     |         | María Luisa Tejedor Salguero   | CC      |